# Aquilegia dumeticola
Aquilegia dumeticola är en ranunkelväxtart som beskrevs av Claude Thomas Alexis Jordan. Aquilegia dumeticola ingår i släktet aklejor, och familjen ranunkelväxter. Inga underarter finns listade i Catalogue of Life.